# Maussac
Maussac település Franciaországban, Corrèze megyében. Lakosainak száma 446 fő (2022. január 1.). Maussac Combressol, Darnets, Davignac, Meymac és Soudeilles községekkel határos.

## Népesség
A település népességének változása:
| Lakosok száma | 513  | 461  | 397  | 391  | 423  | 432  | 439  | 442  | 441  | 446  |
|               | 1968 | 1982 | 1990 | 2006 | 2013 | 2015 | 2017 | 2019 | 2020 | 2022 |